# Zwangskollektivierung in der Sowjetunion

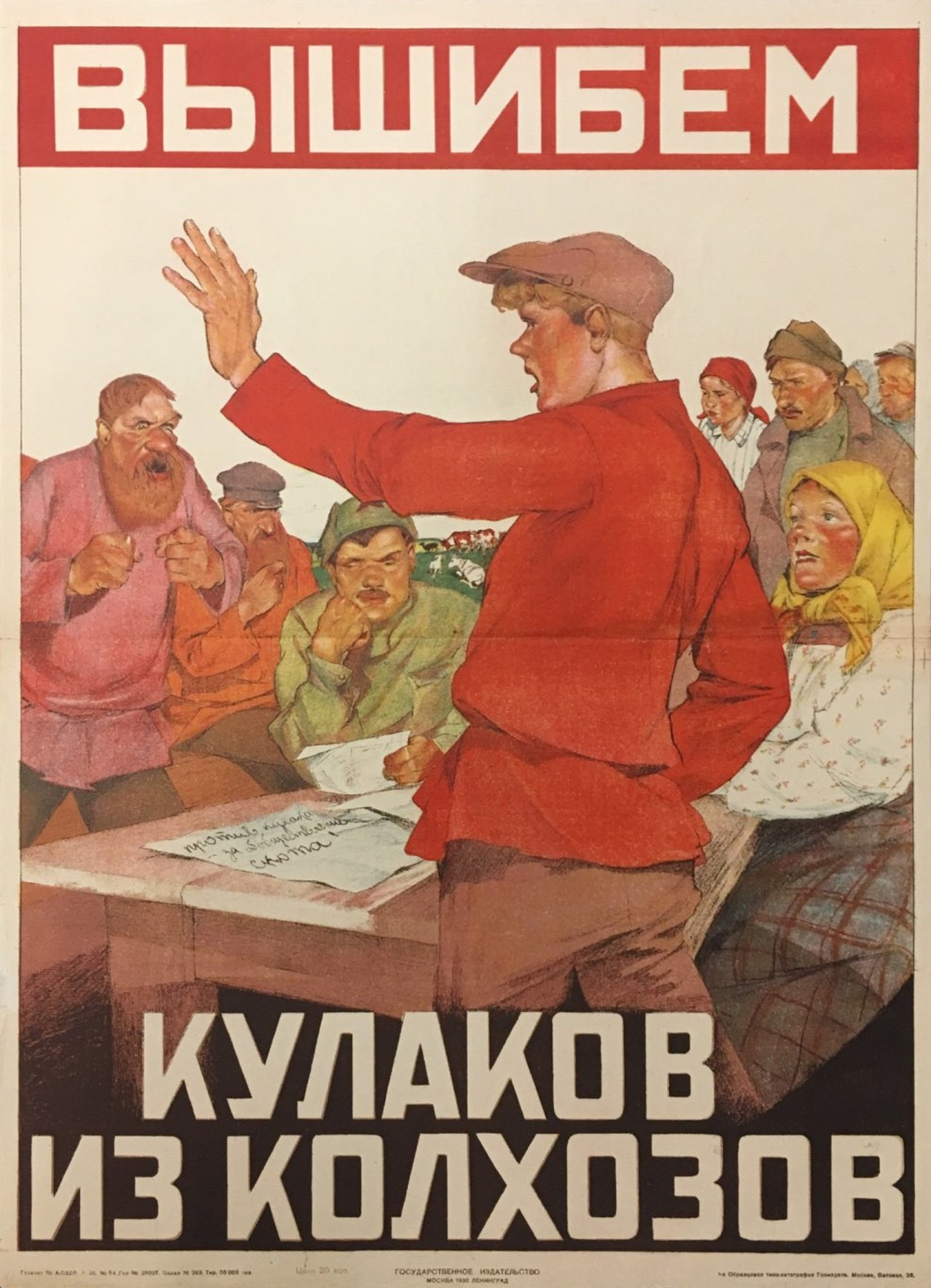
„Wir werden die Kulaken aus den Kolchosen raushalten!“ Sowjetisches Propagandaplakat (1930)

Bei der Zwangskollektivierung in der Sowjetunion wurden ab 1929 fast alle Bauern gezwungen, ihre individuellen Höfe aufzugeben und sich sozialistischen Großbetrieben anzuschließen. Bis 1931 wurde etwa die Hälfte der Bauern in diese Betriebe eingegliedert, bis 1936 fast alle übrigen. Die Maßnahmen mussten gegen großen Widerstand der Bauern durchgesetzt werden. Viele schlachteten ihr Vieh, um es der Enteignung zu entziehen, einige zerstörten auch ihre landwirtschaftliche Ausrüstung. Zur Durchsetzung der Zwangskollektivierung wurden Millionen Bauern in unfruchtbare Regionen umgesiedelt oder in Zwangsarbeitslager deportiert (Entkulakisierung). Infolgedessen sank zunächst das Potenzial der landwirtschaftlichen Produktion. Obwohl die Lebensmittelproduktion zurückging, ließ die Sowjetführung große Mengen an Lebensmitteln requirieren, um diese auf dem Weltmarkt zu verkaufen und Kapital für die Industrialisierung zu gewinnen. Die Maßnahmen verursachten 1932/1933 eine große Hungersnot, der nach verschiedenen Schätzungen 5 bis 9 Millionen Menschen zum Opfer fielen. Die Erfahrungen des Holodomor führten zu starken Unabhängigkeitsbestrebungen der Ukraine. Letztlich gelang es, die Bauern in die kommunistische Staatswirtschaft einzugliedern und die Industrialisierung voranzutreiben, wobei die Zwangskollektivierung in ökonomischer Hinsicht viel mehr geschadet als genutzt hat.

## Entwicklung des ersten 5-Jahres-Plans

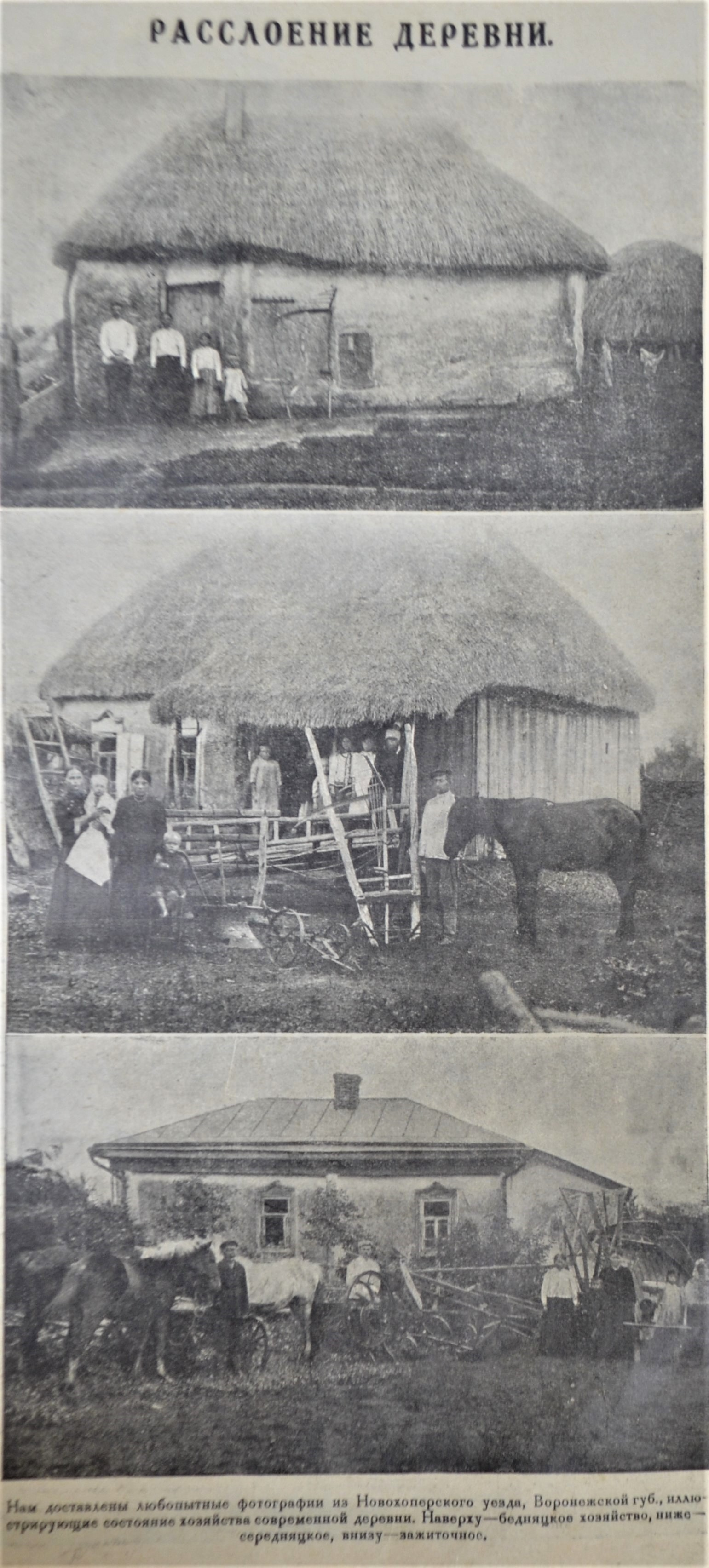
Beispielhafte Darstellung der drei Kategorien von Bauern vom 31. Mai 1926 in einem von Nikolai Bucharin und Alexander Woronski herausgegebenen Magazin. Im obersten Bild arme Bauern, im mittleren Bild durchschnittliche Bauern und im unteren Bild „reiche“ Bauern (Kulaken).

Auf der wirtschaftspolitischen Agenda der Staatsführung standen die Steigerung der Produktion, die Industrialisierung der Sowjetunion und die ständige Erweiterung des kommunistischen Wirtschaftssektors unter Zurückdrängung der Privatwirtschaft ganz vorne. Auf dem Parteitag der KPdSU im Dezember 1927 forderten die Parteilinken eine maximale Transferierung von Produktionsmitteln und Kapital aus dem landwirtschaftlichen Sektor in die Industrie, konnten sich damit aber (noch) nicht durchsetzen, weil die Staatsführung den Konflikt mit den Bauern zunächst scheute. Die Staatliche Plankommission (Gosplan) wurde mit der Erstellung des ersten vom 1. Oktober 1928 bis 1. Oktober 1933 gültigen Fünfjahresplans beauftragt. Im Gosplan kam es unter den besonders regimetreuen Karrieristen bald zu einem Wettlauf um den schnellsten Weg zum Sozialismus. Fakten und Realität wurden dabei nur noch am Rande wahrgenommen. Zwar warnte der marxistische Ökonom Nikolai Iwanowitsch Bucharin, dass man im Zuge des Industrialisierungseifers die Landwirtschaft nicht vernachlässigen dürfe. „Die Brechstange kann kein dauerhaftes Fundament des Sozialismus legen.“ Fachkundige Bedenken, die im Gosplan etwa von Wladimir Groman und Wladimir Basarow geäußert wurden, wurden aber als Feigheit von „Rechtsabweichlern“ mit verstärkter Unduldsamkeit und Militanz angegriffen.
Die Vorsichtigen wurden letztlich mundtot gemacht und die Planungen immer optimistischer. Bis Ende 1927 ging Gosplan mehrheitlich noch davon aus, dass größere Neuinvestitionen das Volumen der Industrieproduktion zunächst eher verringern würden. Im Herbst 1928 ging sie davon aus, dass die Industrieproduktion sofort leicht steigen würde. In der Endfassung des Fünfjahresplanes ging man bereits von einem Wachstum der Industrieproduktion von mindestens 135 % aus, unter besonders günstigen Umständen (u. a. bei fünf sehr guten Getreideernten in Folge) sei sogar ein Wachstum von 180 % möglich. Letztlich verabschiedete der Sowjetkongress im April 1929 den Fünfjahresplan in dieser optimistischsten Variante. Im Sommer 1929 verkündete die Sowjetführung, dass die Ziele des Fünfjahresplans in vier Jahren erreicht werden sollten.

## Einführung der Getreideablieferungspflicht

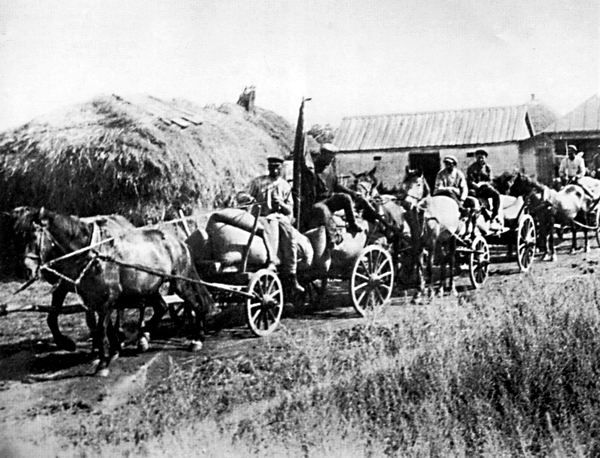
Ein „roter Zug“ transportiert requirierte Lebensmittel ab (1932).

Bereits 1927 zeigte sich, dass die Ernteerwartungen zu hoch angesetzt worden waren. Die Schuld daran gab man Spekulanten, die angeblich Getreide horteten. Es kam zu Säuberungswellen unter Parteisekretären, Vorsitzenden von Exekutivkomitees, Dorfsowjetmitgliedern und leitenden Angestellten der staatlichen Handelsorgane. Die Dorfversammlungen mussten „freiwillige“ Sonderabgaben und eine Erhöhung der Genossenschaftbeiträge beschließen. Es kam zu lokalen Bauernaufständen und der Ermordung einzelner Regierungsbeauftragter. Im Sommer 1928 bemühte sich die Staatsregierung zunächst um eine Entspannung der Lage, die Sondermaßnahmen wurden wieder aufgehoben. Doch auch 1928 waren die Ernten deutlich niedriger als erwartet und der staatliche Getreideaufkauf blieb deutlich unter dem Soll. Die Staatsregierung führte die aus der Zeit des Kriegskommunismus bekannte Getreideablieferungspflicht wieder ein. Jedes Dorf musste eine festgeschriebene Menge an Getreide abliefern. Damit wurde die Neue Ökonomische Politik beendet, die seit 1921 der Landwirtschaft größere marktwirtschaftliche Freiheiten gelassen hatte. Der Lebensmittelknappheit wurde mit Rationierung begegnet. Seit Mitte 1929 konnten Normalverdienende und Nichtprivilegierte nur noch knapp rationierte Lebensmittel über Lebensmittelkarten beziehen.

## Zwangskollektivierung und Entkulakisierung

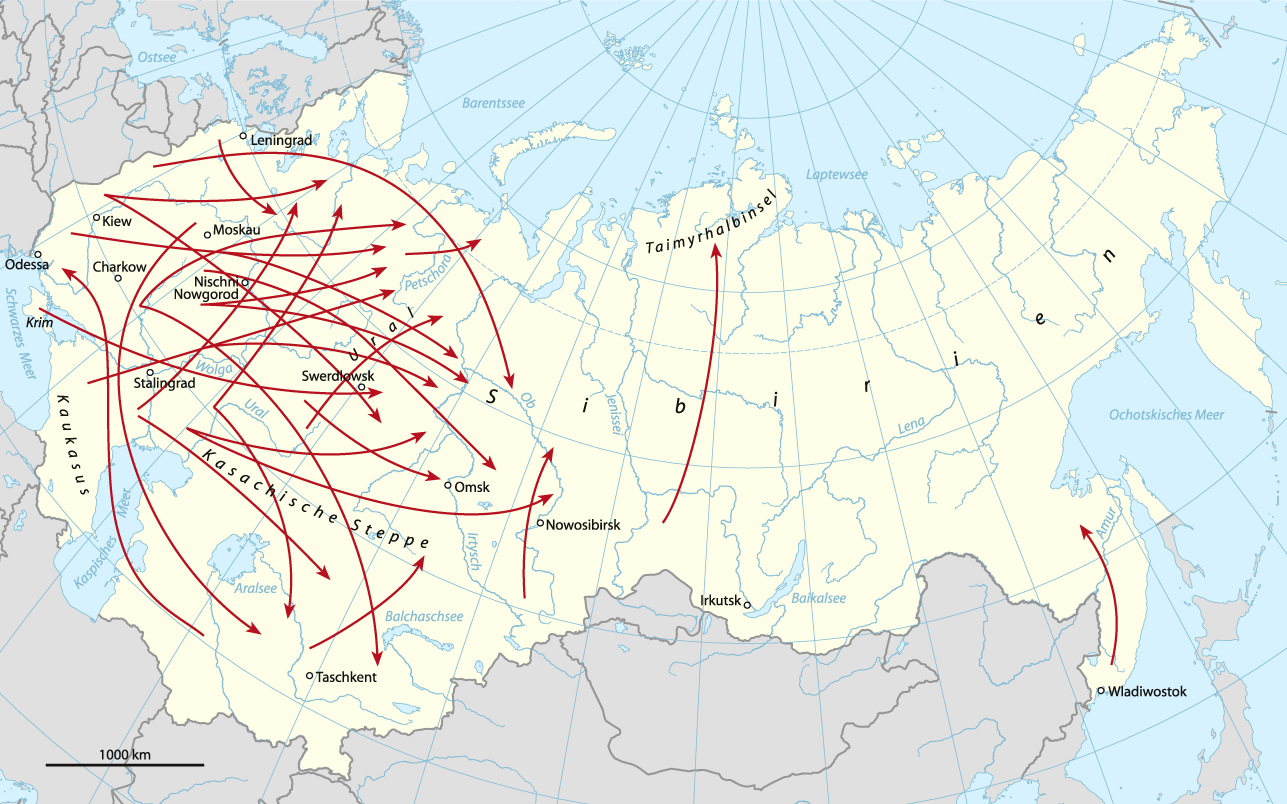
Kulakendeportationen 1930–1931

Schließlich beschloss Stalin, die Bauern mit offener Gewalt zu zwingen, sich den sozialistischen Großbetrieben (Kolchosen oder Sowchosen) anzuschließen. Im Dezember 1929 forderte Stalin die „Liquidierung der Kulaken“. Die Kulaken wurden in drei Kategorien unterteilt:
- 60.000 „Konterrevolutionäre“, die sofort in Gulags verbracht oder im Falle von Widerstand sofort exekutiert werden sollten.
- 150.000 „Kulaken-Aktivisten“, die mit ihren Familien in entlegene, unfruchtbare Gebiete deportiert werden sollten.
- Die dritte Gruppe, ca. fünf bis sechs Millionen Menschen, sollte teilweise enteignet und als Arbeiter eingesetzt werden.

Nach offizieller Maßgabe galt als Kulak, wer über Produktionsmittel im Wert von mindestens 1600 Rubel verfügte, das entsprach etwa zehn Pferden oder 13 Kühen. In der Praxis wurde aber jeder Bauer als Kulak behandelt, der sich der Kollektivierung entgegenstellte. Damit begann die Entkulakisierung. Ein nicht unwesentlicher Aspekt der Entkulakisierung war die Enteignung von Land, Gebäuden, Vieh und Produktionsmitteln, mit denen die oft ärmlichst ausgestatteten Kolchosen aufgewertet werden konnten.
Die Maßnahmen verursachten zum Teil militanten Widerstand der Bauern. Im März 1930 entschloss sich Stalin zu einem kurzfristigen Einlenken. Einen am 2. März 1930 in der Prawda veröffentlichten Artikel betitelte er „Vor Erfolgen von Schwindel befallen“ und beschuldigte die örtlichen Akteure, das Leninsche Prinzip der Freiwilligkeit missachtet zu haben. Die Bauern nutzten die Gelegenheit zum massenhaften Austritt aus den Kolchosen. Nach Einschätzung von Historikern hatte die Schonzeit, die sich auffällig mit der Vegetationsperiode deckte, auch den Sinn, die Ernte nicht weiter zu gefährden. Die Ernte von 1930 war insgesamt zufriedenstellend. Dabei zeichnete sich aber ab, dass das Wintergetreide, das noch überwiegend von Einzelbauern angebaut worden war, einen deutlich höheren Ertrag ergab als das Sommergetreide, das überwiegend unter der Regie der Kolchosen angebaut worden war. Gleichwohl behauptete Stalin auf dem Parteitag 1930, dass die Getreidekrise durch die Kollektivierung abgewendet worden sei. Im August 1930 ging die Kampagne zur Zwangskollektivierung weiter, diesmal unter Verfolgung von „Neuen Kulaken“ und „Halbkulaken“.
Insgesamt wurden 2,1 Millionen Menschen in entfernte Gebiete deportiert, von denen 300.000 bereits auf dem Transport verstarben. 2 bis 2,5 Millionen Menschen wurden innerhalb der Heimatregion umgesiedelt. Die Deportation wurde für viele Familien rasch zum Todesurteil, weil sie ohne jedes Produktionsmittel in eine unfruchtbare Region verschickt wurden, wo ihnen bei dem Versuch des Neuaufbaus einer Existenz keinerlei Hilfe zuteilwurde. Nach Schätzungen sind etwa 530.000 bis 600.000 Menschen an den Folgen der Entkulakisierung gestorben. 1 bis 1,25 Millionen Menschen dekulakisierten sich selbst, indem sie alles aufgaben und in die Städte zogen. Bis 1931 wurde die Hälfte der Bauern in Kolchosen eingegliedert, bis 1936 fast alle.
|                                                         | 1.6.1928 | 1.6.1929 | 1.10.1929 | 1.1.1930 | 1.2.1930 | 1.3.1930 | 1.4.1930 | 1.7.1930 | 1.10.1930 | 1.1.1931 | 1.3.1931 | 1.7.1931 | 1.7.1932 |
| ------------------------------------------------------- | -------- | -------- | --------- | -------- | -------- | -------- | -------- | -------- | --------- | -------- | -------- | -------- | -------- |
| Anteil der Haushalte in Kolchosen in % aller Bauernhöfe | 1,7 %    | 3,9 %    | 7,5 %     | 18,1 %   | 31,7 %   | 57,2 %   | 38,6 %   | 22,5 %   | 21,8 %    | 25,9 %   | 35,3 %   | 55,1 %   | 61,5 %   |

Viele Bauern schlachteten ihr Nutzvieh, bevor sie in die Kolchose eintraten. Dadurch kam es zu einer starken Dezimierung des Viehbestandes, so dass vielerorts der Acker nur mehr mit Menschenkraft bestellt werden konnte. Nach der Planung sollten ohnehin Traktoren die Zugtiere ersetzen. Zur Flankierung der Zwangskollektivierung war von Juli bis September 1930 die Fertigstellung von 2.000 Traktoren vorgesehen. Zwar gelang im Sommer 1930 die Fertigstellung des Stalingrader Traktorenwerkes. Im vorgesehenen Zeitraum produzierte man aber nur 35 Traktoren, die zudem nach 70 Stunden Arbeitseinsatz in Stücke zerfielen. Die Gründe waren vielfältig. Zum einen war dem Werk unbrauchbarer Stahl zugewiesen worden. Das Kupferband für die Kühler war bereits zerrissen angeliefert worden. Die Schraubenmuttern kamen aus einem Betrieb, der bis dato Nägel hergestellt hatte und die Produktion überstürzt umstellen musste. Zudem standen den Werken fast keine erfahrenen Industriearbeiter zur Verfügung, so dass kaum einer in der Lage war, die Betriebsanleitung für die (in der Regel importierten) Maschinen zu lesen. Die Engpässe und Mängel waren symptomatisch für die landesweit durch die überstürzte Industrialisierung hervorgerufenen Probleme.
Die Ernte im Herbst 1931 brachte einen historischen Tiefstand. Der Grund lag in der Verringerung der Anbaufläche, der Schrumpfung des Viehbestandes und dem deutlich niedrigeren Hektarertrag in Kolchosen und Sowchosen gegenüber dem Hektarertrag der Einzelbauern. Durch den Ausfall tierischer Zugkraft und das weitgehende Ausbleiben maschineller Zugkraft verringerte sich beispielsweise in der Ukraine die Anbaufläche für Getreide um 14 %, das Erntevolumen sank sogar um 20 %. Die kommende Hungersnot zeichnete sich bereits im Herbst 1931 deutlich ab.
Gareth Jones besuchte 1933 als investigativer Journalist die Sowjetunion und berichtete über die Ursachen der Hungersnot:

“Last year, the weather was ideal … Then why the catastrophe? In the first place the land has been taken away from 70 percent of the peasantry, and all incentive to work has disappeared. In the second place, the cow was taken away from the peasant … The result of this policy was a widespread massacre of cattle by the peasants, who did not wish to sacrifice their property for nothing. Another result was that on these State cattle factories, which were entirely unprepared and had not enough sheds, innumerable livestock dies of exposure and epidemics. Horses died from lack of fodder.”

„Letztes Jahr [1932] war das Wetter ideal, warum also die Katastrophe? Zunächst einmal wurde 70 % der Kleinbauern das Land weggenommen und damit verschwand aller Anreiz zu arbeiten. Zweitens wurden den Kleinbauern die Kühe weggenommen. Ein Resultat davon war, dass die Kleinbauern verbreitet ihr Vieh massakrierten, weil sie ihr Eigentum nicht für nichts opfern wollten. Ein anderes Resultat war, dass die staatlichen Rinderfarmen unvorbereitet waren und nicht genug Ställe hatten. Unzählige Rinder starben aufgrund von Preisgabe und Epidemien. Pferde starben, weil nicht genug Futter da war.“

## Hungersnot 1932–1933

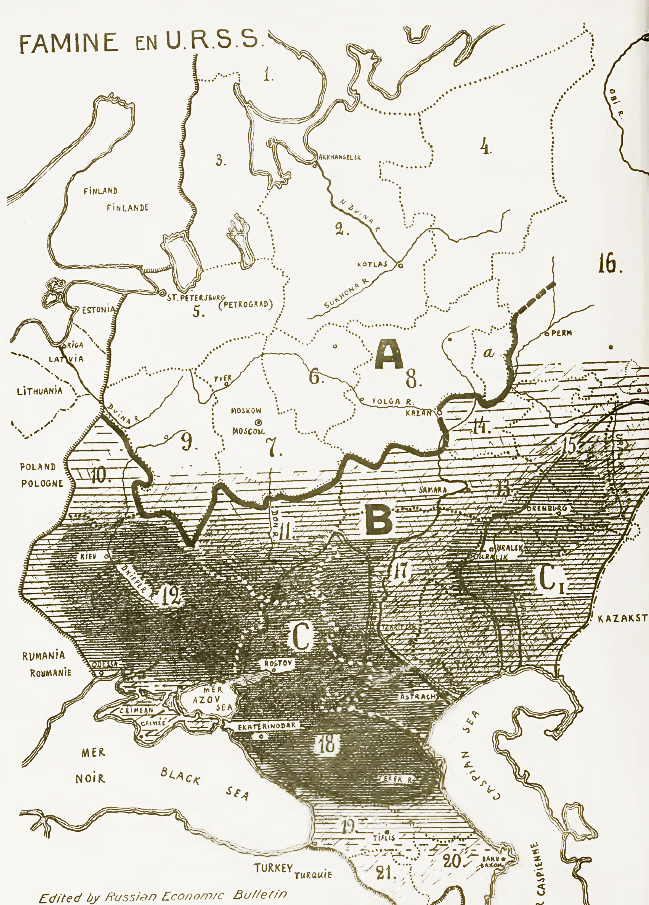
Hungersnot in der UdSSR, 1933. Gebiete der katastrophalsten Hungersnot sind schwarz markiert.

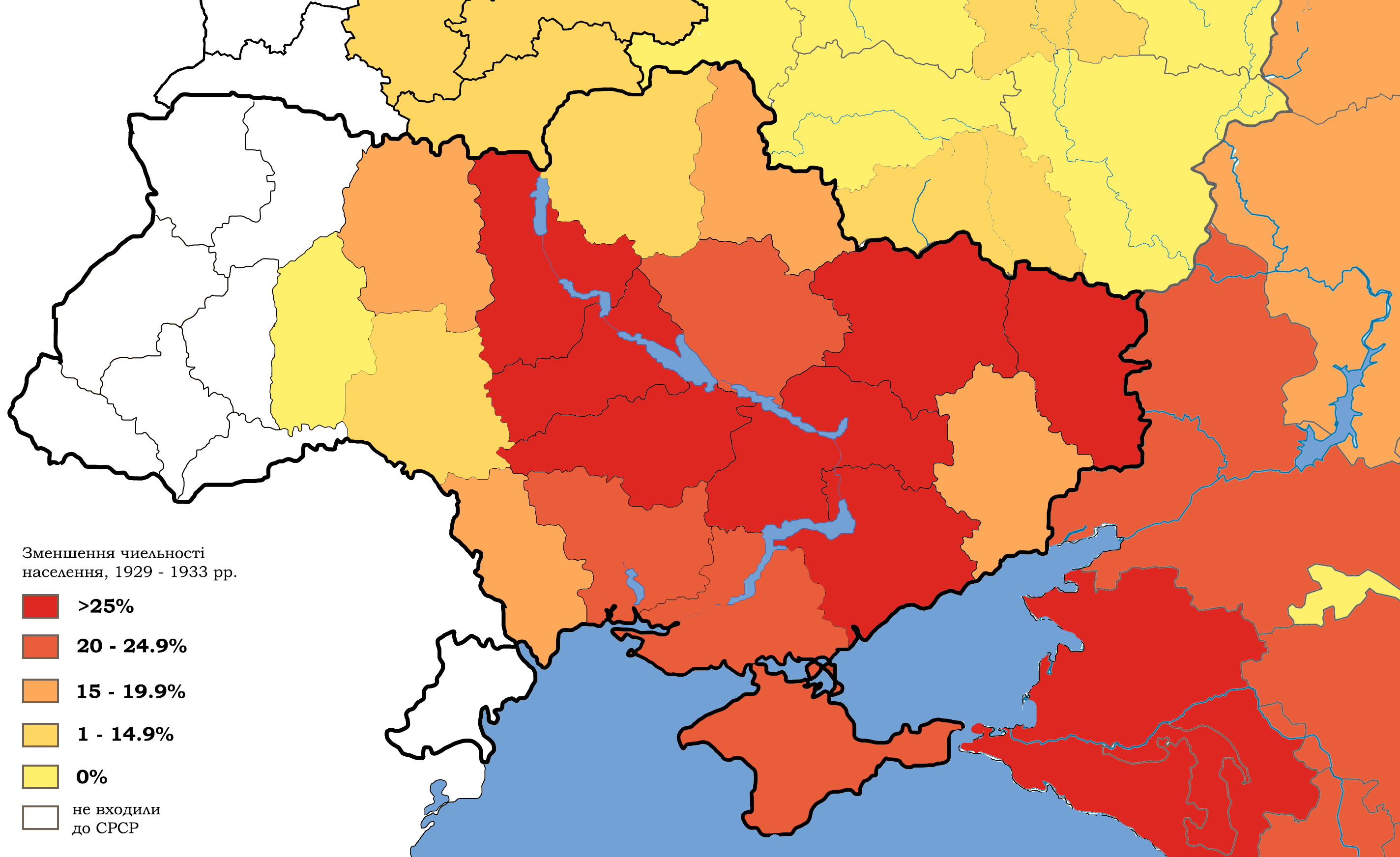
Bevölkerungsrückgang 1929–1933

Die Ernte von 1932 erreichte einen neuen Tiefstand. Gleichwohl wurden bei den Bauern Festbeträge an Lebensmitteln requiriert, die unter der Annahme viel besserer Ernten festgelegt worden waren. Die Folge war eine Hungersnot, die besonders die fruchtbaren ländlichen Gebiete erfasste. Nach verschiedenen Schätzungen verhungerten 5 bis 9 Millionen Menschen, besonders viele in der Ukraine (Holodomor) und in Kasachstan.
In dieser Zeit verkaufte die Sowjetunion mehr als eine Million Tonnen Weizen auf dem Weltmarkt, um für die Industrialisierung benötigte Maschinen kaufen zu können.

Hungersnot von 1932–33
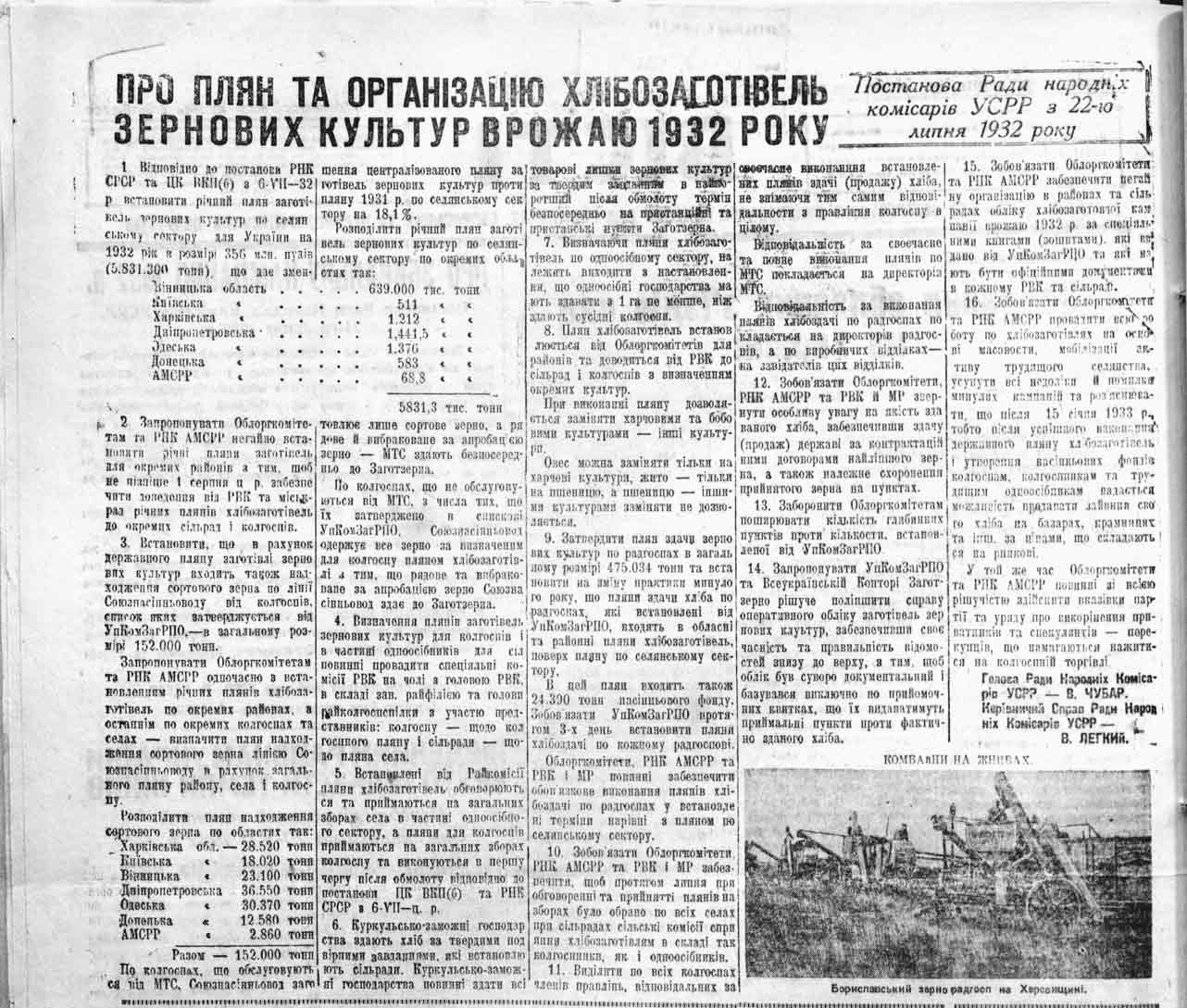
Eine ukrainische Zeitung berichtet 1932, das 5,8313 Millionen Tonnen Weizen an staatliche Stellen abgegeben werden sollen
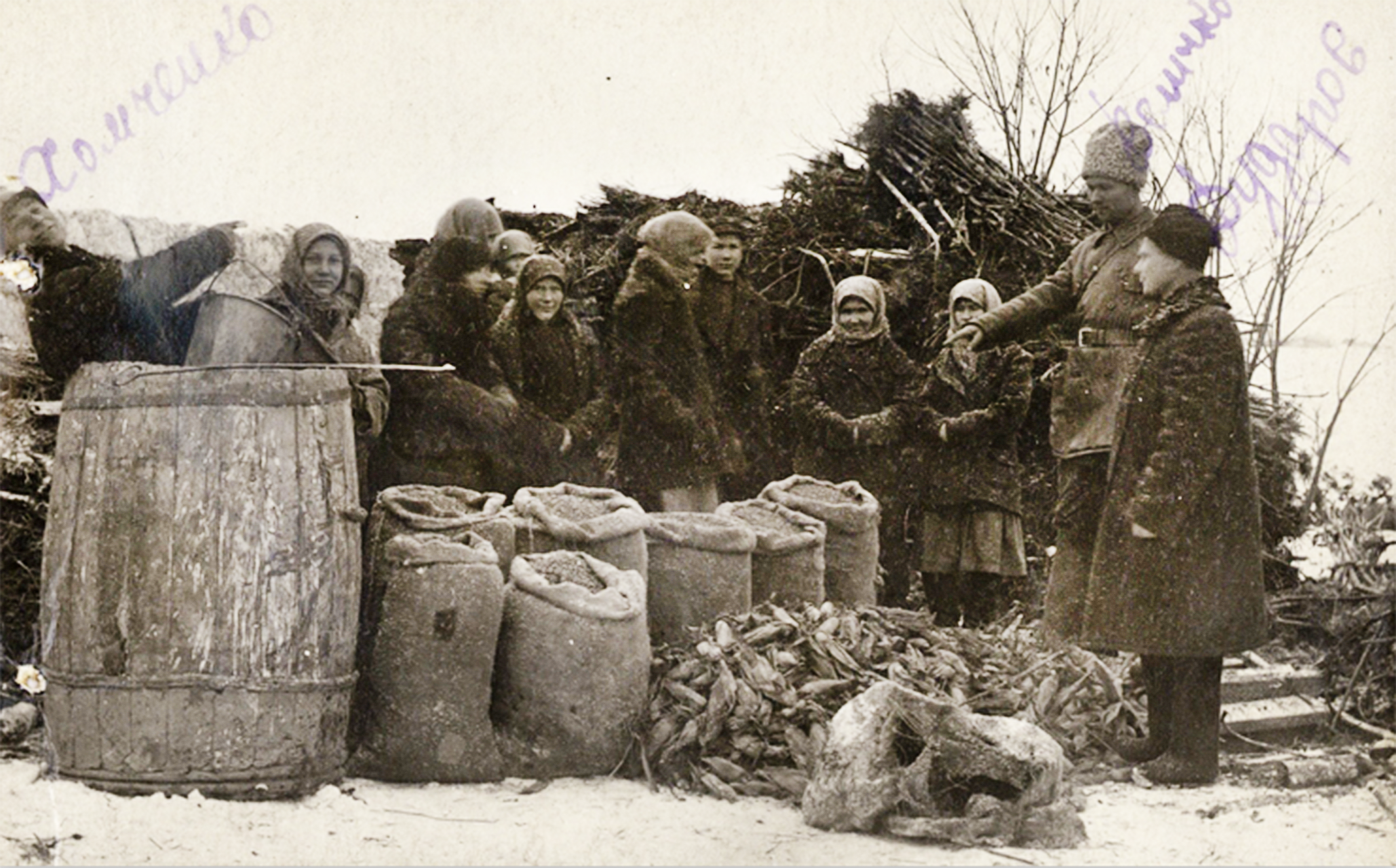
Requirierung von Lebensmitteln in der Region um Odessa (November 1932)
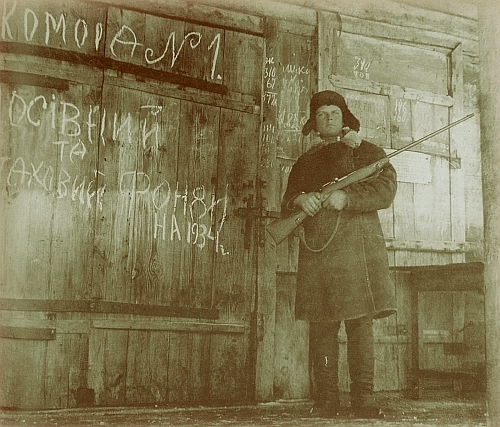
Wachposten in der Oblast Charkiw (1934)
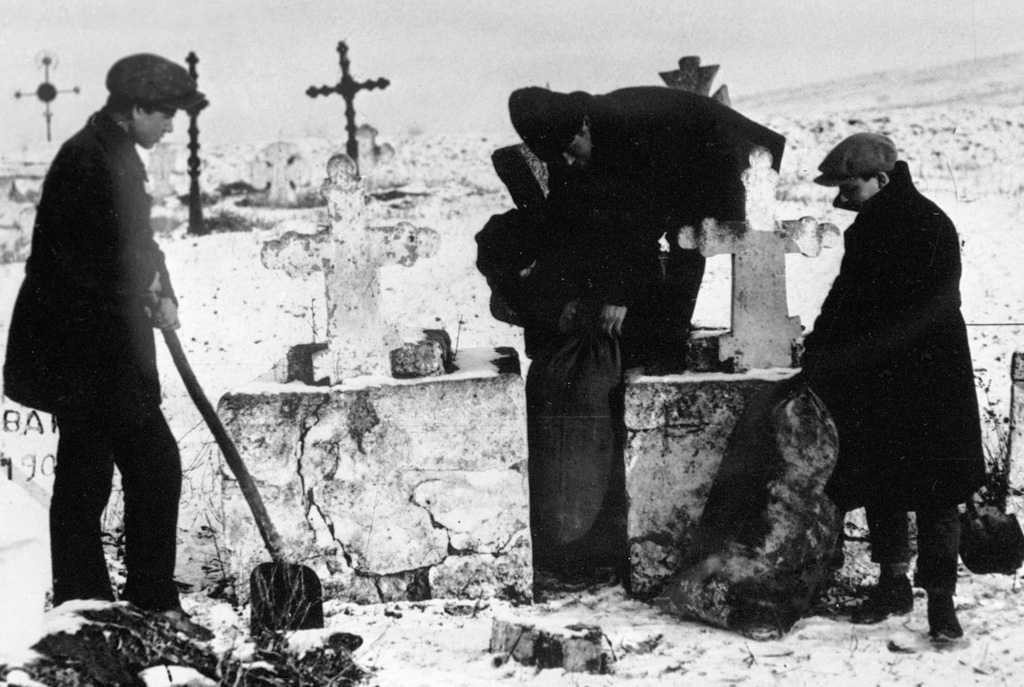
Staatliche Eintreiber finden auf einem Friedhof versteckte Weizensäcke (1. November 1930)
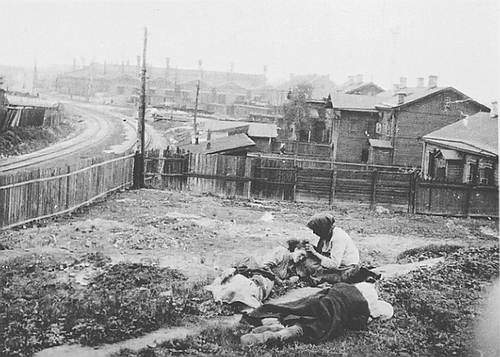
(Photo von Alexander Wienerberger, 1933)
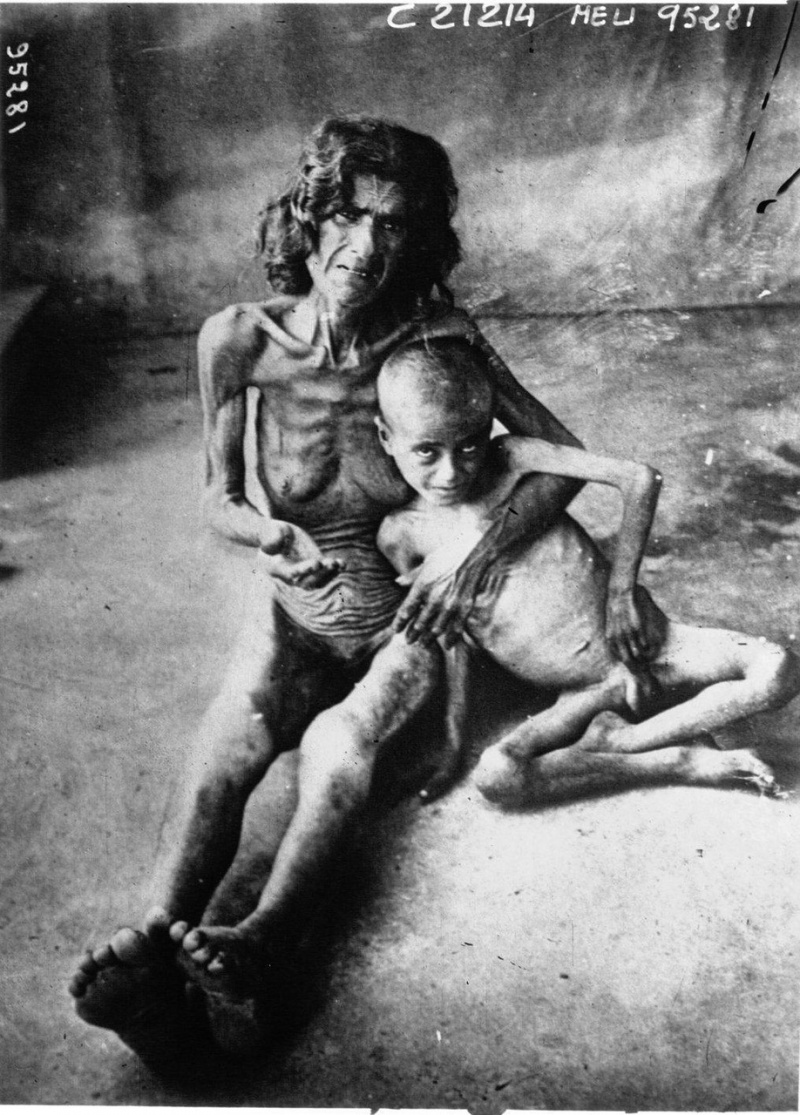
Ausgezehrte Frau mit Kleinkind (Staatsarchiv von Kasachstan, Autor unbekannt, Januar 1933)
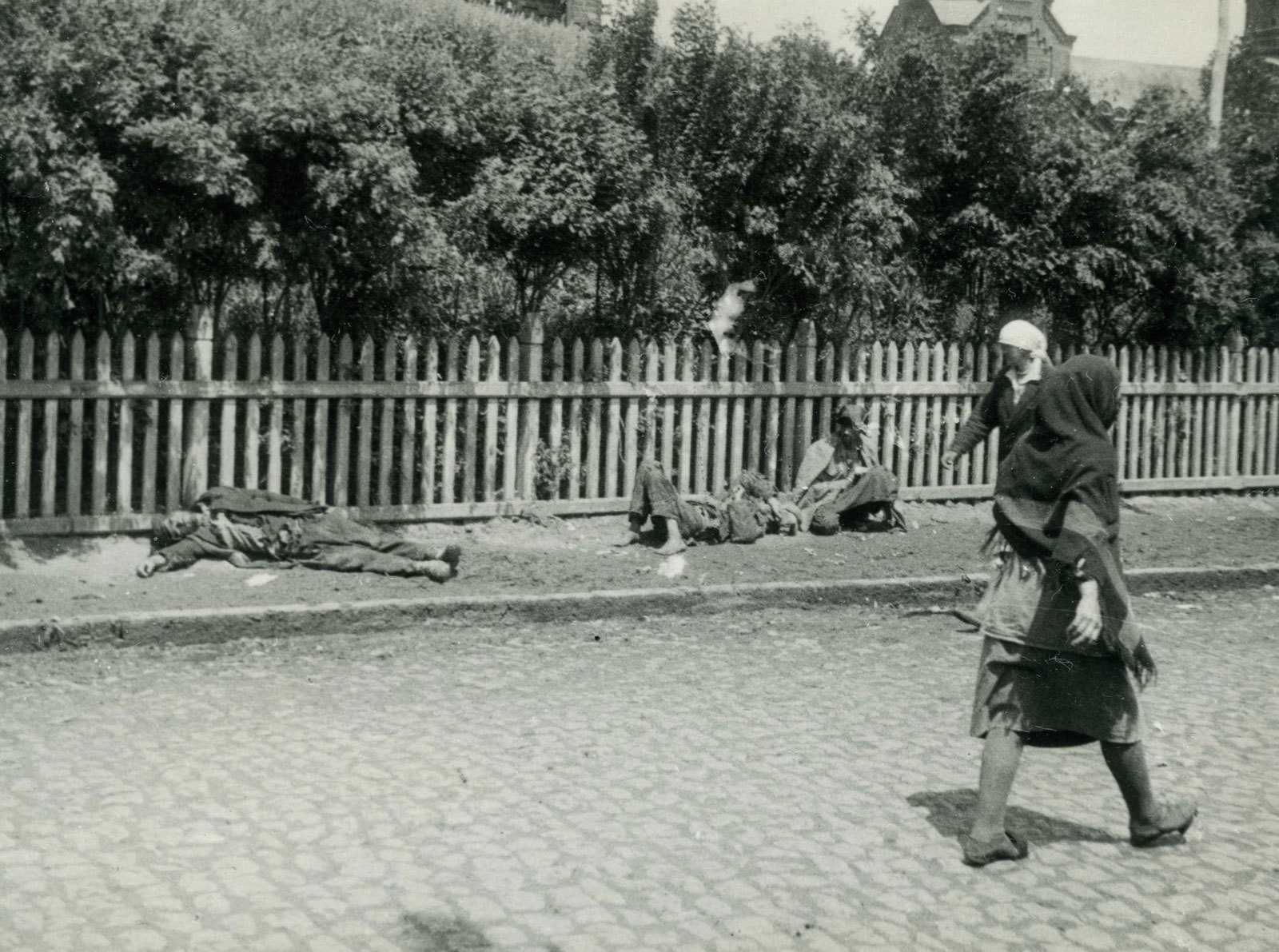
Verhungernde auf einem Bürgersteig in Charkiw (Photo von Alexander Wienerberger, 1933)

## Reaktionen
Die Folgen der Zwangskollektivierung wurden von der Staatsführung und den staatlichen Medien bis in die 1980er Jahre geleugnet. Als der Census von 1937 einen Bevölkerungsrückgang verzeichnete wurden die beteiligten Statistiker hingerichtet.
Als einer der ersten ausländischen Journalisten berichtete Gareth Jones über die Situation in der Sowjetunion. George Orwell schrieb Farm der Tiere als Allegorie auf die Zwangskollektivierung und den Großen Terror in der Sowjetunion.